# Oliveira (família)

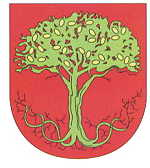
Escudo de armas de uma das famílias Oliveira.

Oliveira é um apelido de família ou sobrenome da onomástica da língua portuguesa. Tem raízes toponímicas, tendo sido tirado da designação do Paço de Oliveira, na freguesia de Santa Maria de Oliveira, concelho de Arcos de Valdevez.  A descendência dos Oliveiras nobres antes da adoção do apelido atual é muito antiga, data dos tempos clássicos. Os Oliveiras descendem de antigos aristocratas romanos da gens Oliva.
A primeira família que adotou este nome por apelido é de remotas origens, a ela pertencendo o arcebispo de Braga D. Martinho Pires de Oliveira, filho de Pedro de Oliveira, que instituiu um rico morgadio em Évora, herdado pela descendência de seu pai. As armas antigas dos Oliveiras, são talvez tão antigas que antecedem o nascimento das chamadas regras da armaria ou, pelo menos, da sua aplicação em Portugal.
O escritor português Francisco Xavier de Oliveira, conhecido como Cavaleiro Oliveira, refugiou-se para a Holanda em 1740 onde escreveu o livro publicado 1 ano posterior intitulado "Memórias das viagens de Francisco Xavier de Oliveira", contendo 4 volumes onde menciona sua surpresa entre ingleses e holandeses associarem seu sobrenome a sefarditas, mesmo havendo etimologicamente semelhanças por toda a Europa.
A etimologia do nome Oliveira vem do latim "oliva", do etrusco "eleiva", assim como do grego arcaico "elaíwa" derivado do micênico "e-ra-wa". Todos contendo a mesma origem Proto-Indo-Europeia *h₁loywom". Essa comparação pode ser feita ao eslavo "лои" (ioi), ou em armêno arcaico "ewł" que significa óleo.

## Brasão de armas
Uma das famílias Oliveira teve suas armas de brasão de azul, uma oliveira de verde. Modernamente, e decerto para as fazer condizer com tais regras, passaram a ser: de vermelho, uma oliveira de verde, perfilada e frutada de prata, e arrancada de prata. Timbre: a oliveira do escudo.